# Cirriphyllum piliferum
Cirriphyllum piliferum là một loài Rêu trong họ Brachytheciaceae. Loài này được (Hedw.) Grout mô tả khoa học đầu tiên năm 1898.

## Hình ảnh

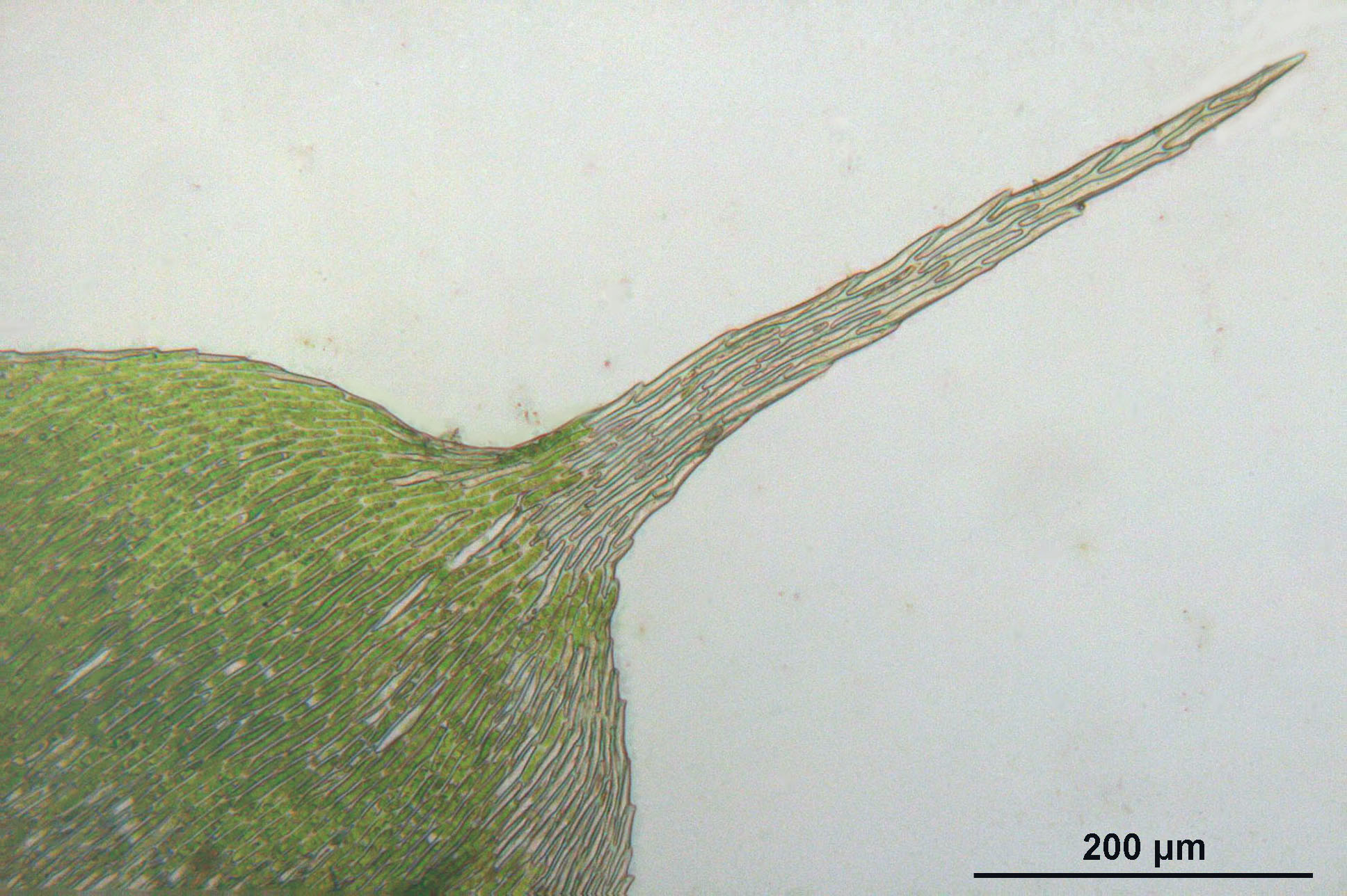
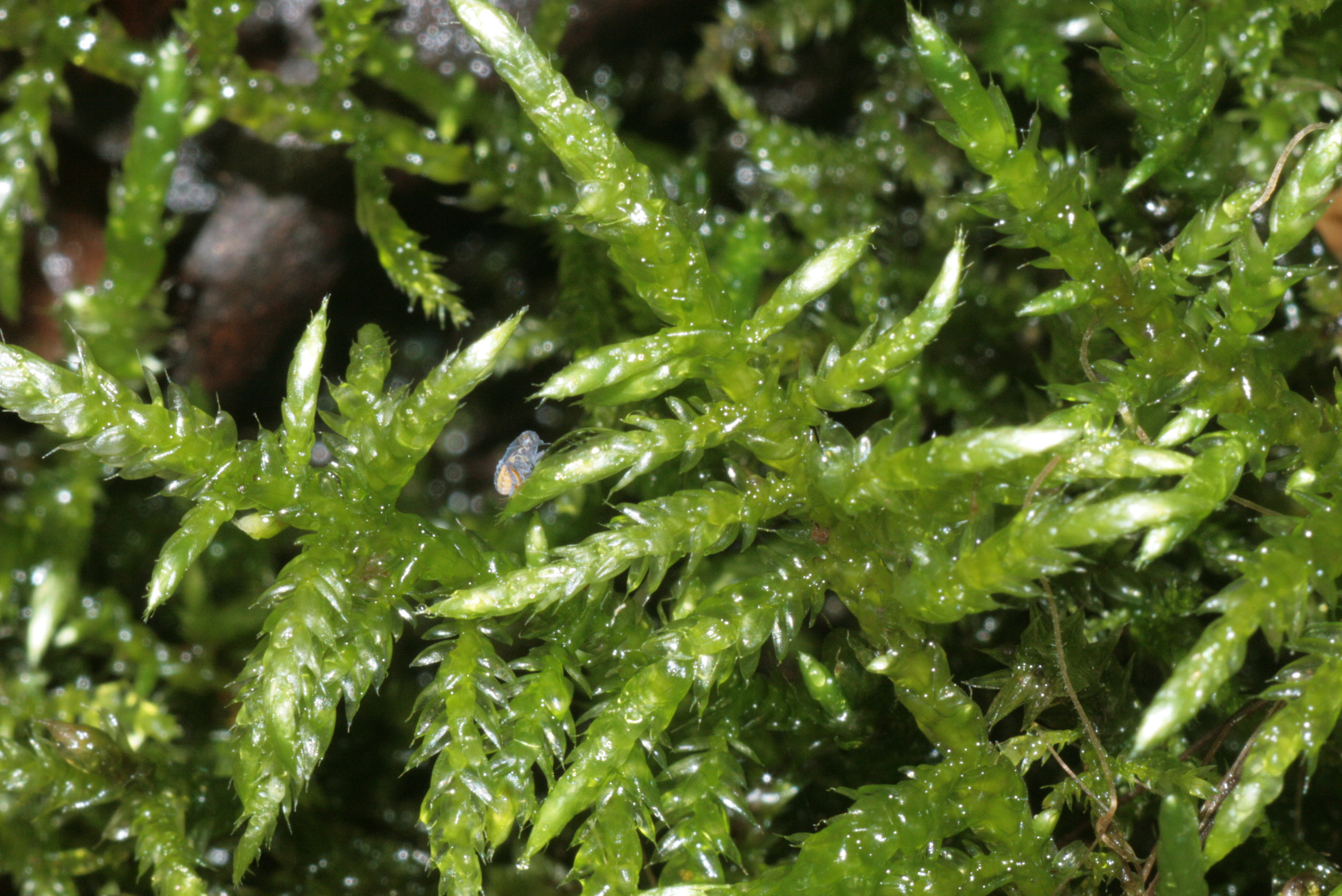
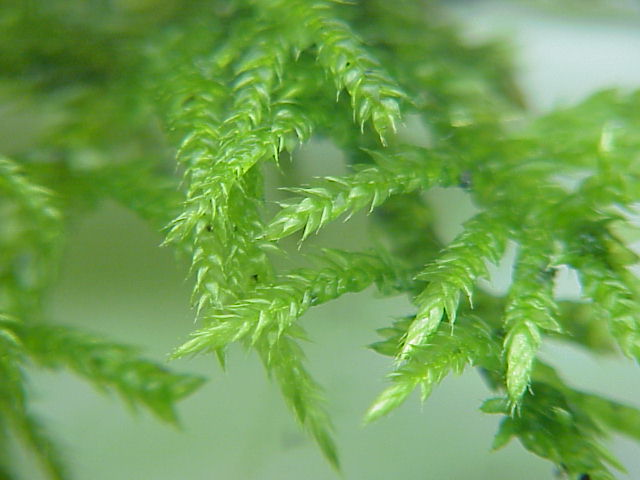
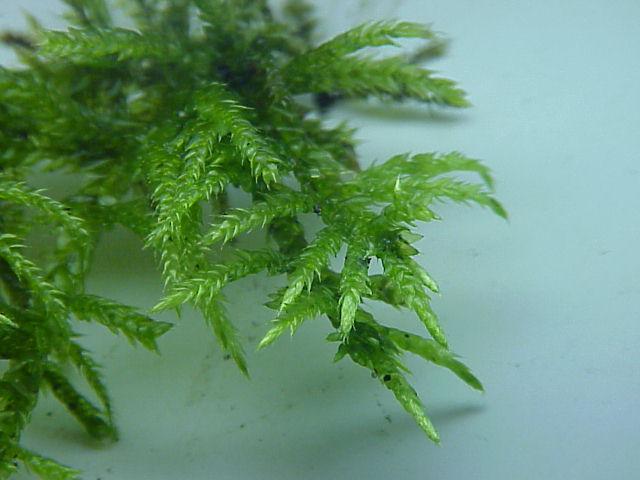